# Kevin O. Pope
Kevin O. Pope va ser arqueòleg de la NASA i el fundador de Geo Eco Arch Research. Va ajudar a connectar el Cràter Chicxulub amb l'esdeveniment d'extinció del Cretaci-Paleogen. L'any 2002, Pope, junt amb la Geological Society of America, van realitzar una nota de premsa en la qual deien que l'impacte originari del Cretaci –Paleogen fins i tot amb un impacte d'un asteroide de 10 km de diàmetre no resultava prou gran per a provocar un 'hivern còsmic'. hauria necessitat formar molta més pols fina per a crear aquest efecte refredador  Arxivat 2002-02-28 a Wayback Machine.. En el seu lloc proposava que aquest efecte el podien haver creat aerosols de sulfats i la cendra dels incendis mundials que interferirien amb la fotosíntesi.
També va treballar en la investigació del quars deformat pel xoc trobat a Austràlia i va opinar que es devia a l'impacte Bedout que coincideix amb l'extinció del Permià-Triàsic quan va desaparèixer el 90% de la vida marina i el 80% de la vida terrestre.